# WASP-37
WASP-37 — звезда, которая находится в созвездии Девы на расстоянии приблизительно 1118 световых лет от Земли. Вокруг звезды обращается, как минимум, одна планета.

## Характеристики
WASP-37 — типичный жёлтый карлик, по своим характеристикам очень напоминающий наше Солнце. Масса и радиус звезды равны 0,92 и 1,00 солнечных соответственно. Температура поверхности примерно равна 5800 кельвинам. Возраст звезды учёными оценивается в 11 миллиардов лет.

## Планетная система
В 2010 году группой астрономов, работающих в рамках программы SuperWASP, было объявлено об открытии планеты WASP-37 b в системе. Это горячий газовый гигант, обращающийся на расстоянии 0,044 а.е. от родительской звезды. Масса и радиус планеты равны 1,8 и 1,16 юпитерианских соответственно. Открытие было совершено транзитным методом.